# Busby (Schotland)
Busby is een dorp in de Schotse council East Renfrewshire in het historisch graafschap Renfrewshire en ligt ongeveer 10 kilometer van Glasgow. Het dorp heeft een station aan de Glasgow South Western Line. 